# Synagoge György-Dózsa-Straße (Budapest)

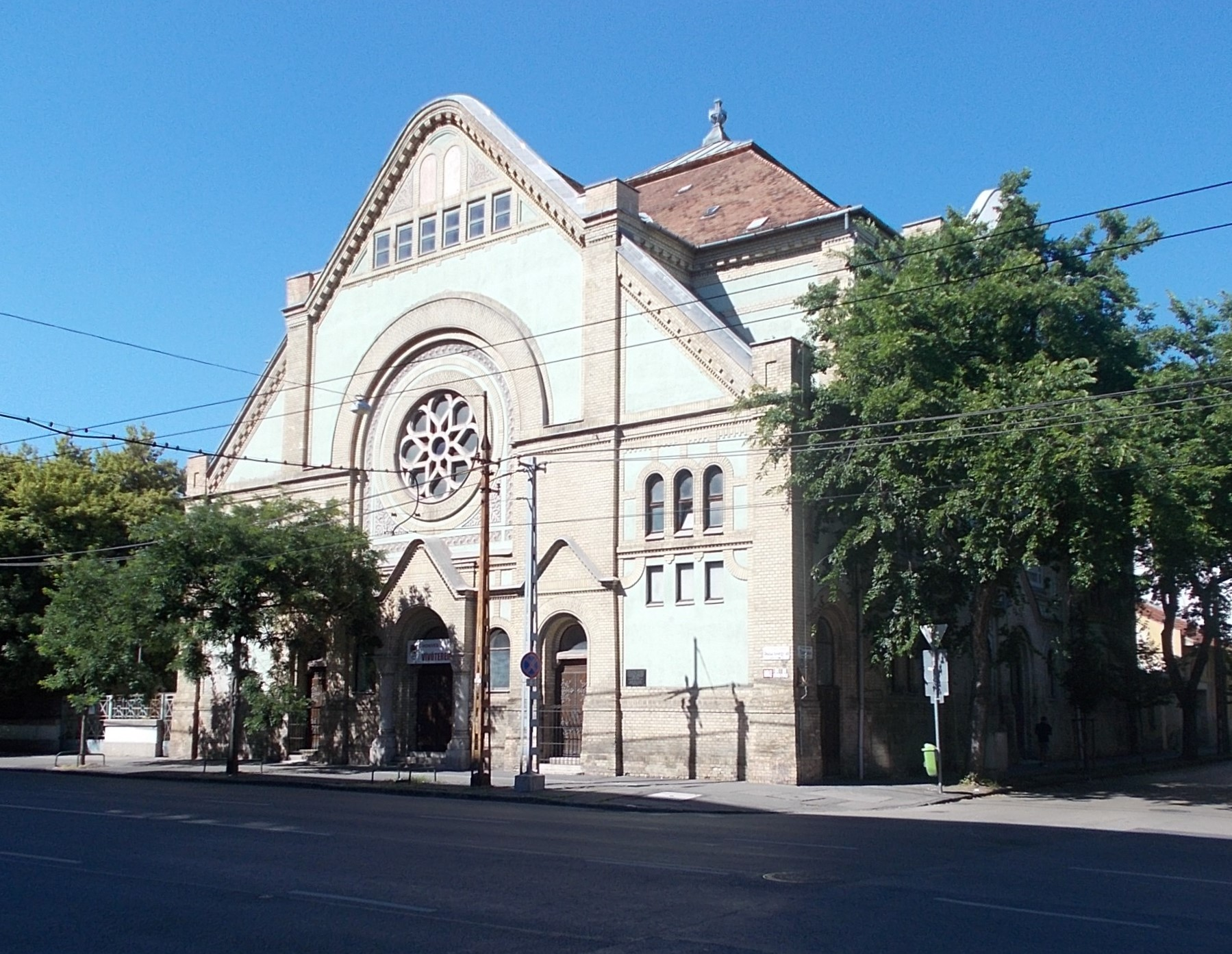
Synagoge in der György-Dózsa-Straße

Die Synagoge in der György-Dózsa-Straße 5 von Budapest, der ungarischen Hauptstadt, wurde 1909 errichtet. Die profanierte Synagoge ist ein geschütztes Kulturdenkmal.
Die neologe Synagoge wurde nach Plänen des Architekten Lipót Baumhorn errichtet. Das Synagogengebäude wird heute als Sporthalle genutzt.